# Фридрих Аше фон Харденберг
Фридрих Аше фон Харденберг (на немски: Friedrich Asche von Hardenberg; * 14 март 1621; † 10 март 1675) е благородник от род Харденберг в Долна Саксония.
Той е син на Ханс Кристоф фон Харденберг (1581 – 1645) и втората му съпруга Магдалена Агнес фон Маренхолц († 1648), вдовица на Йост Филип фон Харденберг († 1607). Внук е на Фридрих фон Харденберг († 1609) и Катарина фон Боденхаузен († 1608). Правнук е на Кристоф фон Харденберг († 1571) и Анна фон Манделслох († 1580).
Братята му са близнакът Хилдебранд Кристоф фон Харденберг (1621 – 1682), Ханс Курт фон Харденберг (1622 – 1684) и Кристиан Улрих фон Харденберг (1628 – 1692).

## Фамилия
Фридрих Аше фон Харденберг се жени за Берта фон Бюлов († 1652). Те мат две дъщери:
- Магдалена Агнеза фон Харденберг (* 16 ноември 1650, Видерщет; † 21 януари 1677, Лауенфьорде)
- Анна Елизабет фон Харденберг (* 27 май 1652, Видерщет), омъжена за Кламор фон дер Бусше-Ипенбург

Фридрих Аше фон Харденберг се жени втори път за Анна София фон Книщет. Те имат една дъщеря:
- София-Хедвиг фон Харденберг (* 2 октомври 1658; † 3 април 1701)

Фридрих Аше фон Харденберг се жени трети път за Хедвиг фон Мюнххаузен († 9 ноември 1691 в Гьотинген). Те имат два сина и една дъщеря:
- Кристоф Хилмар фон Харденберг (* 29 май 1662; † 1 юли 1713)
- Фридрих Албрехт фон Харденберг (* 30 юни 1664; † 11 април 1706)
- Магдалена Елизабет фон Харденберг (* 21 август 1665), омъжена за Кристиан Вилхелм фон Валенщайн